# Peep Aru

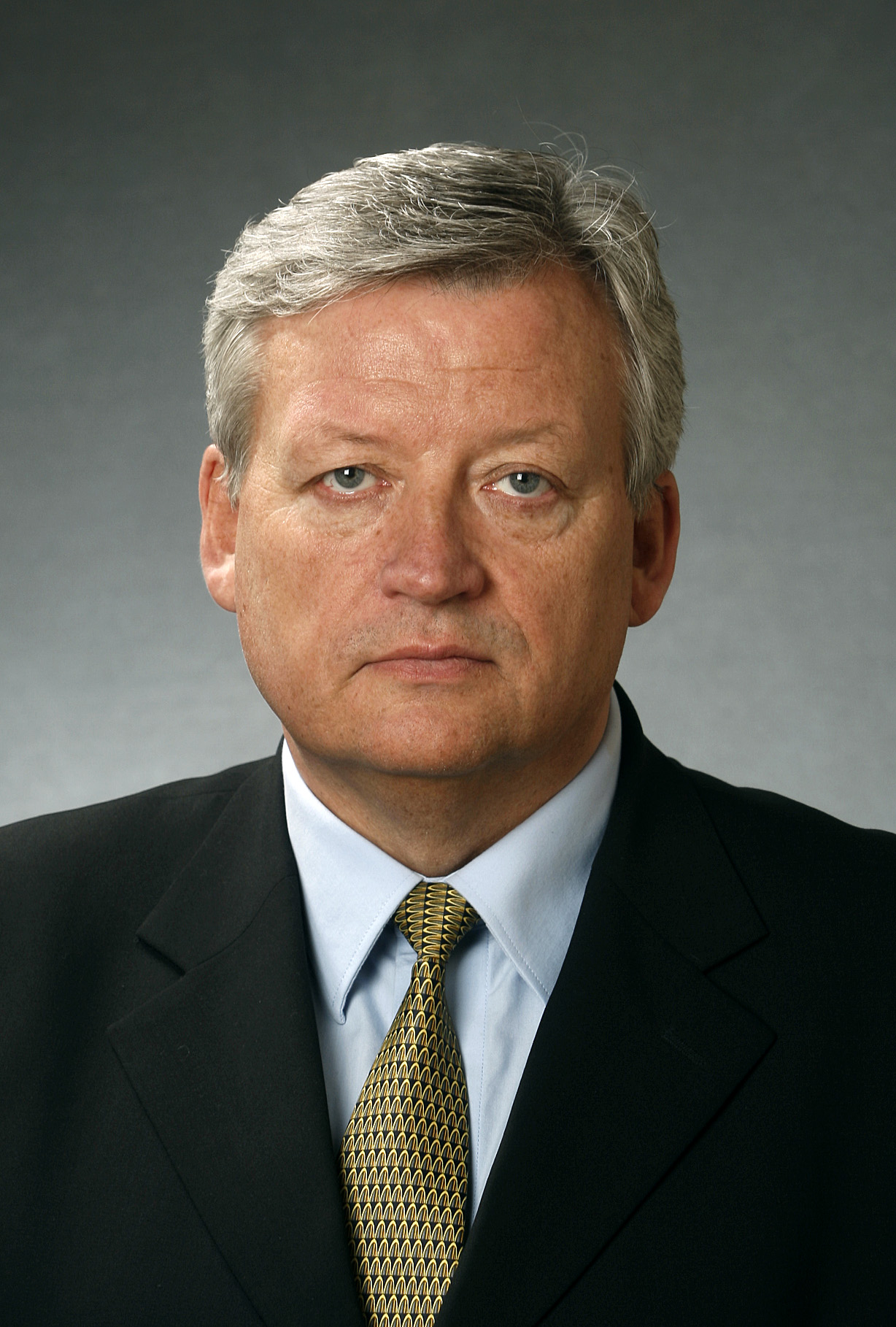
Peep Aru (2011)

Peep Aru (* 20. April 1952 in Abja-Paluoja) ist ein estnischer Politiker.

## Frühe Jahre
Peep Aru schloss 1971 die Mittelschule im estnischen Elva ab. Bis 1978 studierte er Wirtschaft an der Estnischen Landwirtschaftsakademie (Eesti Põllumajanduse Akadeemia) in Tartu.
Von 1978 bis 1980 war Aru in einer Kolchose tätig, bevor er von 1980 bis 1985 in der Rajonsverwaltung Viljandi und bei der Kommunistischen Partei Estlands beschäftigt war. Von 1985 bis 1990 arbeitete er in Viljandi in der sowjetischen Agrarindustrie.

## Politik

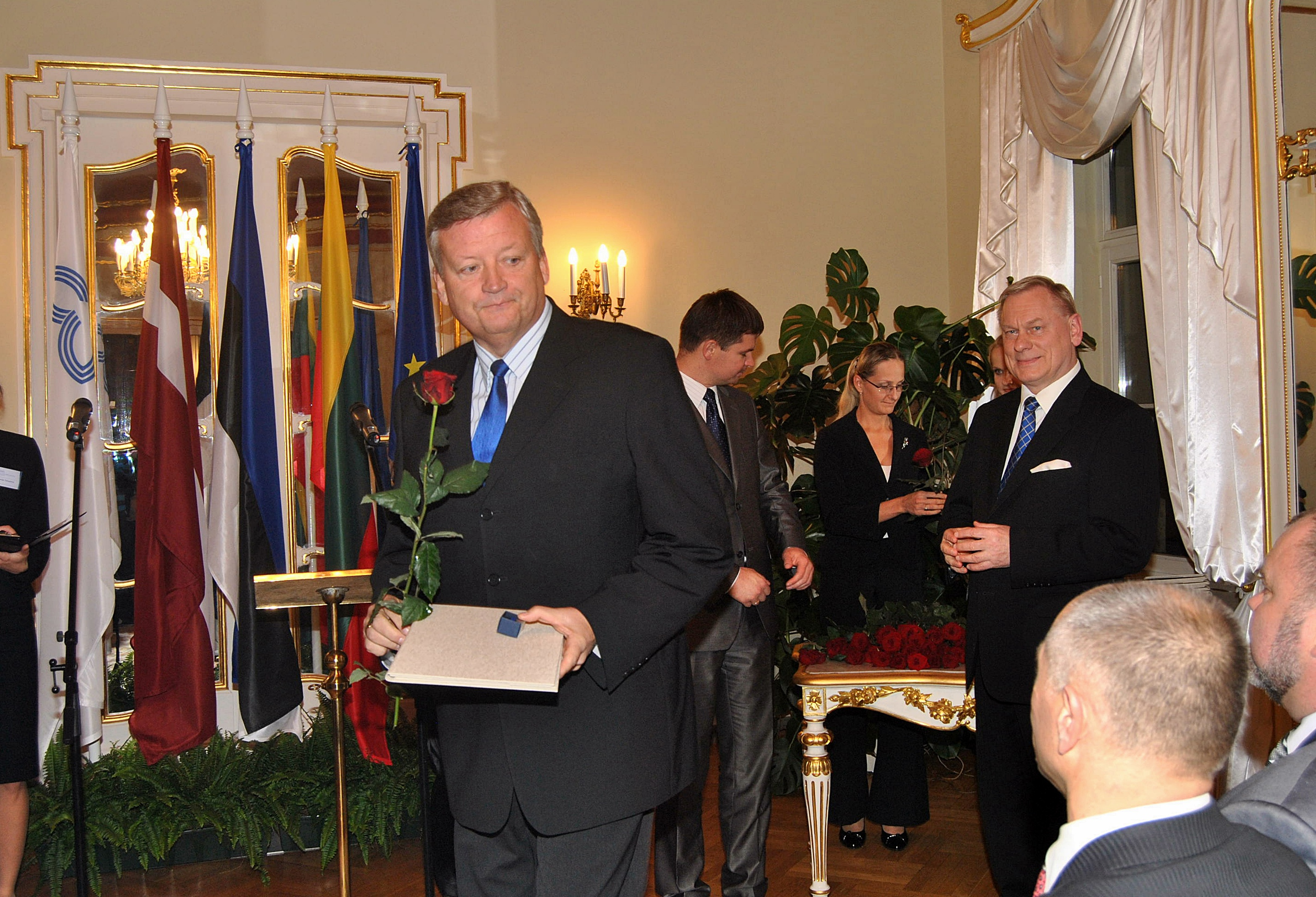
Peep Aru (2009)

Von 1989 bis 1993 bekleidete Peep Aru das Amt des stellvertretenden Landrats des Landkreises Viljandi. Von 1993 bis 1996 war er stellvertretender Bürgermeister der Stadt Viljandi. Bevor er in die Politik zurückkehrte, leitete Aru eine Bankfiliale in Viljandi.
Von März 1997 bis März 1999 war Peep Aru Minister ohne Geschäftsbereich im Kabinett von Ministerpräsident Mart Siimann. Er nahm die Aufgaben eines Regionalministers wahr.
Von 1999 bis 2003 und von 2005 bis 2007 bekleidete Aru das Amt des Oberbürgermeisters von Viljandi. Von 2003 bis 2005 war Aru Abgeordneter des estnischen Parlaments (Riigikogu).
2005 war er Regionalleiter der Estnischen Post (Eesti Post) für Südwest-Estland.
Seit 2007 gehört Aru erneut dem Parlament als Abgeordneter und Vorsitzender des Finanzausschusses an. Im Juni 2009 wurde er zum Fraktionsvorsitzenden der Estnischen Reformpartei gewählt.
Von 1995 bis 2001 war Aru Mitglied der liberalen Estnischen Koalitionspartei. Nach Auflösung der Partei gehört er seit 2002 der liberalen Estnischen Reformpartei an.

## Privatleben
Peep Aru ist verheiratet und hat zwei Kinder.